# HD 171161
HD 171161，又名CP-83 663，SAO 258810、HR 6964，是一颗恒星，视星等为7.16，位于銀經310.43，銀緯-26.94，其B1900.0坐标为赤經18h 27m 58.8s，赤緯-83° -26.94′ 45″。